# Pseudoeriphus robustus
Pseudoeriphus robustus är en skalbaggsart som beskrevs av Tavakilian och Henri Dalens 2008. Pseudoeriphus robustus ingår i släktet Pseudoeriphus och familjen långhorningar. Inga underarter finns listade i Catalogue of Life.